# Campo de Čelebići

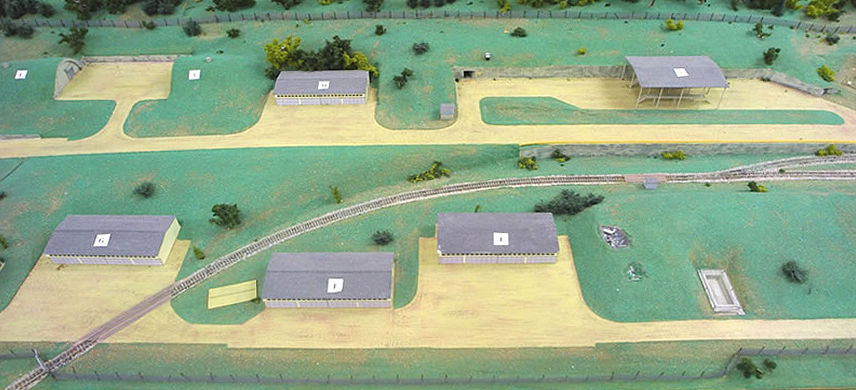
Maqueta del campo de Čelebići, cerca de Konjic, Bosnia y Herzegovina. Presentado como prueba en Mucić et al. Prueba (Fotografía cedida por cortesía del TPIY)￼

El Campo de prisioneros de Čelebići fue un centro de detención de prisioneros durante la guerra de Bosnia, utilizado por varias unidades del Ministerio del Interior de Bosnia, el Consejo de Defensa Croata y más tarde la Fuerzas Territoriales de Defensa serbias. El campamento estaba situado en Čelebići, una aldea en el municipio central bosnio de Konjic.
El campamento fue primero utilizado para detener a alrededor de cien prisioneros de guerra serbios arrestados durante la operación militar destinada al desbloqueo de las rutas de Sarajevo y Mostar, en mayo de 1992, bloqueados por las fuerzas serbias. El número exacto de detenidos no se conoce ya que algunos prisioneros fueron intercambiados o transferidos a otras instalaciones en Konjic. Cuando los serbios ocuparon el campamento, lo utilizaron también como prisión. Los detenidos en el campamento de los distintos bandos fueron sometidos a torturas, agresiones sexuales, golpes y tratos crueles e inhumanos. Algunos prisioneros fueron muertos a tiros o golpeados hasta la muerte.
De acuerdo a investigadores de derechos humanos, los prisioneros fueron alimentados en raras ocasiones, a pan y agua. Rara vez se podían bañar o lavar, dormían en el suelo, sin mantas, y muchos se vieron obligados a defecar en el suelo también. Los sobrevivientes bosnios y croatas manifestaron que los soldados serbios entraron en la base por la noche y golpearon a los presos con palos, a culatazos, con tablas de madera, palas y trozos de cable. Los investigadores dicen que en mayo y agosto de 1992, unos 30 prisioneros murieron por golpes y algunos otros fueron asesinados por los soldados. Varias de estas víctimas eran ancianos.